# A Quiet Place Part II
A Quiet Place, Part II (bra: Um Lugar Silencioso - Parte II /port: Um Lugar Silencioso 2) é um filme de terror americano de 2021, escrito e dirigido por John Krasinski. O filme é a sequência de A Quiet Place lançado em 2018, e é estrelado por Emily Blunt, Cillian Murphy, Millicent Simmonds, Noah Jupe e Djimon Hounsou. Blunt, Simmonds e Jupe reprisam seus papéis do primeiro filme, assim como Krasinski, que também reprisa seu papel do primeiro filme em sequências de flashback recém-filmadas.
A Paramount Pictures, o estúdio por trás do primeiro filme, começou o desenvolvimento de uma sequência em abril de 2018, após o sucesso de bilheteria do primeiro filme. Em agosto seguinte, Krasinski estava escrevendo o filme e foi contratado em fevereiro de 2019 para dirigir. A produção ocorreu no oeste de Nova York de junho a setembro de 2019.
O filme estreou na cidade de Nova York em 8 de março de 2020. A Paramount inicialmente planejava lançar o filme mundialmente no final de março de 2020, mas foi adiado para 4 de setembro de 2020, mas devido a pandemia de COVID-19 o filme foi adiado novamente para abril de 2021, após outro adiamento, acabou por ser lançado em 28 de maio de 2021. Em Portugal, o filme teve pré-estreia entre os dias 25 e 26 de maio de 2021, enquanto nos cinemas, o lançamento ocorreu em 27 de maio de 2021. No Brasil, o filme estreou em 15 de julho de 2021.

## Enredo
Mais de um ano antes dos eventos do primeiro filme, a família Abbott vai ao jogo de beisebol de seu filho Marcus. No meio do jogo, os espectadores notam um objeto flamejante no céu voando em direção à Terra, e a maioria deles sai do parque e tenta ir embora. Logo, a cidade é atacada por criaturas alienígenas cegas que usam sua audição hipersensível para matar ou destruir qualquer coisa que faça som. Elas são cobertas por uma pele impenetrável como uma armadura.
No presente, as criaturas mataram grande parte da população da Terra, incluindo o pai da família Abbott, Lee, que se sacrificou para salvar sua família sobrevivente - esposa Evelyn, filha surda Regan, filho Marcus e seu filho recém-nascido.  Regan, que descobriu que as criaturas são vulneráveis ao som de áudio de alta frequência, inventa um método para transmitir o ruído de seu implante coclear através de um microfone e rádio, permitindo que Evelyn atire fatalmente nas criaturas em seu estado vulnerável.
Com sua casa isolada agora destruída, a família parte em busca de qualquer comunidade humana remanescente, trazendo um amplificador de guitarra portátil e um microfone para afastar as criaturas. Ao entrar em uma área cercada, Marcus é pego em uma armadilha para ursos e seus gritos subsequentes atraem uma criatura.  Evelyn o mata e liberta seu filho.  A família foge para uma fábrica de aço abandonada quando outra criatura chega. Lá dentro, eles são salvos por Emmett, um antigo amigo de Lee, que relutantemente os leva para seu bunker sob a fábrica. Marcus e Regan descobrem um sinal de rádio que toca a música "Beyond the Sea" em loop. Regan determina que é uma pista destinada a levar os sobreviventes a uma torre de rádio em uma ilha próxima. Ela secretamente se aventura sozinha para ir até lá e transmitir o ruído de alta frequência que seu aparelho auditivo produz, permitindo que qualquer pessoa capte o sinal e use-o contra as criaturas.
Depois de descobrir que Regan foi embora, Evelyn implora a Emmett para trazê-la de volta. Depois que ele encontra Regan e a salva de uma criatura, ele diz a ela que eles voltarão imediatamente. No entanto, ela explica seu plano para ele e apela para seu senso de dever; ele decide ajudar a completar sua missão. De volta ao bunker de Emmett, Evelyn deixa Marcus e seu recém-nascido para reunir os suprimentos médicos necessários, incluindo oxigênio para o bebê.  Marcus explora a fábrica e, surpreso ao descobrir o cadáver da falecida esposa de Emmett, acidentalmente derruba alguns objetos, alertando uma criatura próxima sobre sua localização. Ao tentar se esconder no bunker, ele acidentalmente se tranca com o bebê dentro de uma fornalha desativada.
Enquanto isso, em uma marina, Emmett e Regan procuram um barco para chegar à ilha. Quando eles encontram um grupo de humanos ferozes que tentam levar Regan com eles, Emmett deliberadamente atrai duas criaturas que matam as pessoas ferozes. Uma criatura se afoga enquanto outra fica presa em um barco e Emmett percebe que eles não podem nadar.  Regan consegue um barco e os dois escapam. Regan e Emmett chegam à ilha e encontram uma colônia de sobreviventes humanos vivendo uma existência normal. O líder da comunidade explica que quando o governo descobriu que as criaturas não sabiam nadar, a Guarda Nacional transferiu o máximo de pessoas possível para as ilhas, mas quando as pessoas começaram a lutar egoisticamente para embarcar, as criaturas atacaram e destruíram todos, exceto dois dos barcos.
De volta ao bunker, Marcus e o bebê começam a ficar sem oxigênio dentro da fornalha e Marcus perde a consciência. Eles quase sufocam antes do retorno de Evelyn, que desorienta a criatura com água de um detector de incêndio. Os três se escondem dentro da fornalha enquanto a criatura espera do lado de fora do bunker, eles compartilham um tanque de oxigênio médico para sobreviver.
No dia seguinte, Emmett descobre que uma criatura chegou à ilha em um barco, carregada pela maré. Ela surge e começa a massacrar os moradores. Emmett, Regan e o líder atraem a criatura para a estação de rádio, mas o líder é morto logo, e a criatura segue Regan e Emmett para dentro. Emmett fica gravemente ferido ao tentar distrair a criatura, mas Regan é capaz de reproduzir o ruído agudo de seu implante através dos alto-falantes internos da estação de rádio, enfraquecendo a criatura; ela então o esfaqueia na cabeça com uma vara.  Ao mesmo tempo, no bunker, Marcus pega o sinal de sua frequência e o direciona por meio de seu rádio portátil, enfraquecendo a criatura que o espera do lado de fora. Ele atira e mata com o revólver de Evelyn. Regan deixa seu aparelho auditivo no microfone da estação de rádio, permitindo que qualquer pessoa capte a frequência correta para usar o ruído para lutar contra as criaturas.[carece de fontes?]

## Elenco
- Emily Blunt como Evelyn Abbott, a viúva de Lee que está determinada a encontrar um novo lar para seus filhos.
- Cillian Murphy como Emmett, um velho amigo de Lee que agora é um sobrevivente endurecido e desconfiado de estranhos. Murphy descreveu seu personagem Emmett, "Para mim, Emmett representa onde está o coração do mundo agora, o que é: finalmente, sentindo como se todos tivessem desistido. Aí vem essa garota [Regan], que permite que você acredite em mais, e permite que você acredite em si mesmo. Essa ideia, eu sempre fiquei realmente encantado."[12]
- Millicent Simmonds como Regan Abbott, a filha surda de Lee e Evelyn e a irmã de Marcus. Simmonds descreveu a evolução de sua personagem após o primeiro filme, "Ela tem muita pressão para se tornar uma adulta muito rapidamente". Ela tem mais um papel de liderança na sequência e, de acordo com Syfy Wire, "a surdez e a ASL estão inerentemente ligadas ao heroísmo de sua heroína". Simmonds trabalhou com um treinador da ASL para garantir que sua assinatura e articulação fossem limpas. Ela disse que sentiu "uma sensação de pressão" por representar os surdos e com deficiência auditiva.
- Noah Jupe como Marcus Abbott, filho de Lee e Evelyn e irmão de Regan
- Djimon Hounsou como Homem da Ilha, um dos muitos civis na colônia da ilha, que ajuda a liderar os colonos.
- John Krasinski como Lee Abbott, o marido falecido de Evelyn e o pai de Regan e Marcus.[13] Ele aparece em algumas seqüências de flashback recém-filmadas.[14] Krasinski disse que se inscreveu na sequência porque o primeiro filme "foi uma experiência pessoal" e sua "carta de amor" para seus filhos. Ele disse: "Foi realmente importante para mim continuar a metáfora e na verdade começamos a lidar com como tudo isso começou".[15]
- Scoot McNairy como Homem do Píer, um líder de um grupo de pessoas selvagens perigosas que enlouqueceram e atacam os viajantes.
- Dean Woodward como Beau Abbott, o filho falecido de Evelyn que aparece na sequência de flashback. Ele já foi retratado por Cade Woodward no primeiro filme, que na verdade é o irmão mais novo de Dean na vida real.
- Okieriete Onaodowan como Ronnie, um policial que está entre os primeiros a morrer quando as criaturas atacam.
- Wayne Duvall como Roger, dono de uma mercearia que testemunha a notícia de um objeto misterioso chegando à Terra, acreditando ser uma bomba. Seu nome nunca é revelado no filme.
- Barbara Singer como Mulher em uma Loja, uma senhora idosa na loja de Roger que também testemunhou uma reportagem na TV sobre a chegada do objeto misterioso.

## Produção

### Desenvolvimento, roteiro e escolha de elenco
A Paramount Pictures produziu o primeiro filme, Um Lugar Silencioso, com um orçamento de US$ 17 milhões. A Paramount lançou o filme nos Estados Unidos e no Canadá em abril de 2018 e arrecadou US$ 50,2 milhões no fim de semana de estreia, bem acima de uma previsão de US$ 20 milhões. No final de abril, Jim Gianopulos, Presidente e CEO da Paramount, anunciou que uma sequência estava em desenvolvimento. O primeiro filme arrecadou US$ 188 milhões nos EUA e Canadá e US $ 340,9 milhões em todo o mundo. John Krasinski, que co-escreveu, dirigiu e estrelou o primeiro filme, disse que o considerou "único". Incerto de encontrar sucesso semelhante em uma sequência, ele inicialmente disse à Paramount que procurasse outro escritor e diretor. Os roteiristas do primeiro filme, Scott Beck e Bryan Woods, não retornaram para a sequência. Woods disse que não estava interessado em uma abordagem de franquia e que preferia "criar idéias originais" e usar seus créditos de escrita "como uma oportunidade para promover vários projetos". Beck disse: "Em vez de focar nas seqüências em si, trata-se de investir novamente no ecossistema de ideias originais em um mercado massivo".
Três meses após o lançamento de Um Lugar Silencioso, Krasinski decidiu debater ideias para uma sequência. Segundo Krasinski, a Paramount rejeitou propostas de outros roteiristas e diretores que eram considerados muito focados em franquias. Ele disse: "Eu tive uma pequena ideia, que era fazer de Millie [Simmonds] a liderança do filme... seu personagem abre a porta para todos os temas com os quais eu estava lidando no primeiro filme". O estúdio o convidou a escrever um roteiro baseado em sua ideia. Em agosto de 2018, Krasinski estava escrevendo o filme. Em fevereiro seguinte, ele foi contratado para dirigir a sequência, e os atores Emily Blunt, Millicent Simmonds e Noah Jupe foram confirmados para reprisar seus papéis. Em março, Cillian Murphy se juntou ao elenco. Em junho seguinte, Brian Tyree Henry se juntou ao elenco, mas ele deixou o filme devido a problemas de agendamento. Ele foi substituído por Djimon Hounsou em agosto.

### Filmagens
Em junho de 2019, a produção começou na sequência. As filmagens começaram oficialmente em 15 de julho. Foram 47 dias de filmagens no oeste de Nova York, incluindo locais como Akron, Olcott, Dunkirk, Lackawanna e Buffalo. Outros locais incluíram o Condado de Erie e a cidade de North Tonawanda, e o porto de Barcelona, na cidade de Westfield, no condado de Chautauqua. As filmagens também ocorreram em um palco sonoro em Buffalo. Um dos últimos locais de filmagem, a ponte South Grand Island, na direção norte, foi fechada por 13 horas para filmar.
Além do oeste de Nova York, as filmagens ocorreram na região de Hudson Valley, em Nova York, especificamente nas cidades de Dover, Pawling e New Paltz. Em New Paltz, a trilha ferroviária de Wallkill Valley foi revisitada para filmar em uma ponte que apareceu no primeiro filme. A produção investiu mais de US$ 10 milhões no norte de Nova York, criou 400 contratações e envolveu 300 atores em segundo plano. No final de setembro, a produção estava concluída.

### Cinematografia
Polly Morgan foi a diretora de fotografia de A Quiet Place Part II, substituindo Charlotte Bruus Christensen do primeiro filme. Morgan continuou o uso do filme de 35 mm no primeiro filme e descreveu seu efeito: "Embora A Quiet Place 2 seja um horror, ele é bonito e envolvente, com um visual nostálgico que você dificilmente conseguiria digitalmente". As "extensas situações escuras" do filme (cenas noturnas e trabalhos de palco que representavam 75% do tempo da tela) foram filmadas com o filme Kodak Vision3 500T 5219, enquanto o Vision3 250D 5207 foi usado principalmente para ambientes externos. Morgan filmou com as câmeras Panavision Panaflex Millennium XL2 e as lentes anamórficas da série T, que foram ajustadas para combinar com as lentes da série C que Christensen usou no primeiro filme. Uma das situações mais desafiadoras de Morgan foi acender e fotografar o forno.
A cinematografia da sequência também evoluiu de seu antecessor ao seguir mais ação. Morgan descreveu a intenção do diretor Krasinski: "John queria sempre manter a câmera em movimento e criar longas filas para brincar com ritmo e tensão e mostrar como a vida normal pode de repente se tornar muito diferente e perigosa - tudo na mesma cena". Morgan usou uma variedade de veículos de rastreamento, nos quais havia diferentes suportes de câmera, incluindo jibs, guindastes e coletes Steadicam, com os veículos frequentemente em velocidade máxima.

### Design de som
Para o design de som da sequência, os editores de supervisão Erik Aadahl e Ethan Van der Ryn e re-mixer de gravação Brandon Proctor reprisaram seus papéis. Krasinski instruiu-os a tentar "seguir as regras" estabelecidas no primeiro filme e disse sobre a experiência: "O que descobrimos foi fazendo isso, e não tentando ser legal, acabamos descobrindo muito mais coisas do que jamais conseguiríamos". foi capaz de [caso contrário]."

## Marketing
A Paramount Pictures visualizou um trailer de 30 segundos para A Quiet Place Part II antes de selecionar as exibições teatrais de Black Christmas, que foi lançado em 13 de dezembro de 2019. Menos de uma semana depois, o trailer ficou disponível online. Um trailer completo foi lançado em 1 de janeiro de 2020. Durante a cobertura pré-jogo antes do Super Bowl LIV, em 2 de fevereiro de 2020, a Paramount lançou um comercial de 30 segundos na TV, que revelou que Krasinski reprisou seu papel em uma sequência de flashback recém-filmada.
Em março, a Paramount iniciou experiências de "sala de sobrevivência" em Nova York e Los Angeles, nas quais grupos de visitantes podem tentar superar "obstáculos físicos e mentais" sem fazer muito barulho. As configurações custam menos de um milhão de dólares para a Paramount. Um executivo de marketing previa que entre sete mil e oito mil pessoas passassem pelas experiências e que fãs e influenciadores de mídia social se envolvessem em marketing experimental. Emily Blunt apareceu no Jimmy Kimmel Live! em 10 de março para promover o filme. Ela apareceu em uma paródia de publicidade comercial A Quiet Plane, estrelando como uma aeromoça que reforça o silêncio como uma das principais prioridades dos passageiros de um avião. Antes do adiamento do filme (veja abaixo), a Paramount planejava sediar um evento de dupla funcionalidade que exibisse o primeiro e o segundo filmes e desse aos colecionadores impressões dos participantes. Após o adiamento de A Quiet Place Part II e outros filmes durante o início da pandemia de COVID-19, a teleconferência se tornou popular, e a equipe de marketing da Paramount começou a fornecer fundos virtuais de A Quiet Place Part II e outros filmes para estar disponível no Zoom Video Communications.

## Lançamento

### Visão geral
A Quiet Place Part II teve sua estreia mundial no Lincoln Center em Nova Iorque em 8 de março de 2020. A Paramount Pictures planeja lançar o filme nos cinemas em 23 de abril de 2021. Incialmente programado para lançar a partir de 20 de março de 2020, o lançamento do filme foi adiado para 4 de setembro de 2020 devido a pandemia de COVID-19. A mudança para abril de 2021 foi o segundo adiamento do estúdio.
Antes dos planos de março de 2020, a Paramount planejava inicialmente lançar o filme em 15 de maio de 2020.

### Primeiro adiamento
O estúdio planejou inicialmente lançar o filme nos cinemas globalmente a partir de 18 de março de 2020, antes de atrasar o lançamento do filme devido à pandemia. A Paramount já havia gasto cerca de 60% de seu orçamento para impressões globais e publicidade, e Deadline Hollywood escreveu que o atraso do filme foi "realmente um choque" porque as despesas da P&A pareciam indicar que o reescalonamento não era uma opção. O diretor John Krasinski disse que gostaria que os cinéfilos assistissem ao filme juntos e que, com a pandemia, não era o momento certo para proporcionar essa experiência. A Quiet Place Part II está entre a maioria dos lançamentos de cinema que não foram alterados para um lançamento em streaming. A CNBC escreveu que, em particular, o filme e In the Heights são considerados filmes mais bem vividos com uma multidão.
O filme foi lançado inicialmente no Reino Unido e na Austrália em 19 de março de 2020, e nos Estados Unidos e no Canadá, incluindo Dolby Cinema e IMAX, em 20 de março de 2020. A Paramount declarou inicialmente em 6 de março que não reagendaria o filme em resposta à pandemia, mas em 12 de março, o estúdio retirou o filme do mundo todo com a intenção de agendá-lo no final do ano. Em abril de 2020, foi anunciada a data de lançamento para 4 de setembro A data de lançamento em setembro teria sido o início do feriado do fim de semana do Dia do Trabalho nos Estados Unidos. Deadline Hollywood escreveu na época que o fim de semana é o "final do verão [de bilheteria]" e "tipicamente o período mais morto para ir ao cinema", mas que o estúdio antecipou a demanda reprimida depois que os temores de pandemia diminuíram.

### Segundo adiamento
Em julho de 2020, a Paramount anunciou que estava mudando a data de lançamento do filme de 4 de setembro de 2020 para 23 de abril de 2021. No momento do anúncio, as salas de cinema dos Estados Unidos e Canadá estavam fechadas há quase quatro meses, e a pandemia continuou a se espalhar pelos Estados Unidos. O segundo adiamento seguiu-se aos atrasos indefinidos do filme Tenet da Warner Bros. e do filme Mulan da Disney. A Variety relatou: "Embora esses filmes tenham sido posicionados por muito tempo para ajudar a reviver a ida ao cinema, fontes dizem que a Paramount não queria que A Quiet Place Part 2 ficasse no fim de semana do Dia do Trabalho e sofresse a pressão de ser o primeiro novo filme lançado durante a pandemia."

## Recepção

### Critica profissional
A Quiet Place Part II recebeu principalmente críticas positivas dos críticos de cinema. A Screen Rant disse que o filme recebeu críticas "altamente positivas", com os críticos elogiando sua "história em duas vertentes" e a introdução do personagem de Cillian Murphy.  Enquanto isso, o The Independent escreveu que os críticos estavam divididos.  O agregador de resenhas de filmes Rotten Tomatoes relatou: "As primeiras resenhas foram lançadas e em sua maioria positivas em ambas as frentes, mesmo que nem todos concordem que a sequência é pelo menos tão boa quanto a original."
O Rotten Tomatoes, que classifica as avaliações como positivas ou negativas, avaliou 222 avaliações e determinou que 91% delas eram positivas, com uma classificação média de 7,5/10. O consenso dos críticos do site diz: "Uma continuação estressante de seu antecessor, A Quiet Place Part II expande o mundo aterrorizante da franquia sem perder o controle de seu coração". No Metacritic, o filme teve uma pontuação ponderada de 71 de 100 com base em 54 críticos. O público entrevistado pela CinemaScore deu ao filme uma nota média de "A–" em uma escala de A+ a F, uma melhoria em relação à pontuação B+ do primeiro filme. PostTrak relatou que 83% dos membros do público deram uma pontuação positiva, com 63% dizendo que definitivamente o recomendariam. O The A.V. Club deu-lhe um B-, mas observou que era "uma parte dois no sentido clássico e tradicional, ecoando sem ampliar completamente os prazeres de seu antecessor".

## Spin-offe sequência
Em novembro de 2020, a Paramount Pictures contratou Jeff Nichols para dirigir um spin-off baseado na ideia original de John Krasinski, que irá produzir.
Em maio de 2021, Emily Blunt anunciou que seu marido John Krasinki tem uma ideia de fazer um terceiro filme, para encerrar sua trilogia.